# Битка код Јакусе
Након пораза у бици код Ааџдана лева страна Сирије постала је рањива према муслиманским освајачима. Због тога је Халид ибн ел Валид одлучио да то искористи и заузме Дамаск који је представљао најснажније византијско упориште у Сирији. У Дамаску се налазио, Тома, иначе зет Византијског цара Ираклија и био је главнокомандујући. Добивши од доушника обавештења о Халидовом маршу право ка Дмаску, он се припремио за одбрану Дамаска. Затим се писмом обратио цару Ираклију тражећи од њега појачање, које се у то време налазило у граду Емеси. Шта више, Тома је у циљу добијања додатног времена за припремање заштите од опсаде, послао снаге, да одложе, или бар ако је икако могуће зауставе Халидов марш на Дамаск.Једна таква војска је била поражена у бици код Јакусе (какође познате као Вакуса) средином августа близу језера Тиберијада 150km од Дамаска . Друга војска која је зауставила муслиманско напредовање ка Дамаску поражена је у бици код Марџ ел Сафара 19. августа 634. године.
Неки рани писци, укључујући и Табарија, изгледа да су били збуњени акцијом код Јакусе (арапски: الياقوصة‎)коју су помешали са битком код Јармука, која је била шире гледано вођена на истом подручју, и дали су јој годину јармука, односно датирали је у период 13 године од хиџре, што је нетачано. 